# Béres József (üzletember)
Béres József (Anarcs, 1952. december 4. –) vegyész, id. Béres József fia, a Béres Gyógyszergyár Zrt. elnöke.
A 100 Leggazdagabb 2023 rangsorában 20,5 milliárdos vagyonával a 90. helyre sorolta.

## Életút
Kisvárdai tanulmányai után az Eötvös Loránd Tudományegyetem vegyész szakán 1977-ben szerzett diplomát. 12 évig volt a Magyar Tudományos Akadémiai Központi Kémiai Kutató Intézetének munkatársa. 1981-ben egyetemi doktori, 1986-ban kandidátusi címet szerzett. Kutatóként 1982 és 1984 között másfél évet dolgozott az Amerikai Egyesült Államokban. Több mint 40 tudományos dolgozata jelent meg. Megalakulása óta dolgozik a Béres Zrt.-ben, 2000-től a Béres Gyógyszergyár, 2006-tól a Béres Vállalatcsoport elnöke. 

## Magánélet
Felesége, Béres Klára vegyész, író; a Béres Zrt. kommunikációs igazgatója, a Béres Alapítvány elnöke.
Családi tulajdonú, családi irányítású, nemzeti elkötelezettségű vállalkozást építenek, hívő katolikusok.
Tokaj-Hegyalján a Béres Szőlőbirtokukon, saját borászatukban is ápolják a magyar borkultúrát.
Elkötelezett a magyar kultúra, benne kiváltképpen is a magyar népzene és népdalok iránt. Szép magyar ének címmel dokumentum film készült és énekeskönyve, CD-je, DVD-je jelent meg.

## Ars poetica
„...nehéz volna azt elfogadni, hogy ezek a gyöngyszemek, kultúránk csodálatos értékei csak szűk réteget illessenek meg. Az ember mindig azt szeretné, hogy amit ő tud, minél többen tudják, ha valami értékeset felfedezett, azt minél többen megismerjék, és hogy ezekkel az ismeretekkel mások éljenek is."

## Díjak, elismerések
- A Magyar Érdemrend középkeresztje a csillaggal – 2023
- Óbuda-Békásmegyer Díszpolgára cím – 2019. május 4.
- Szolnok Díszpolgára cím – 2018. augusztus 30.
- Magyar fair play díj, művészet-tudomány trófea (2018)[11]
- Magyar Gazdaságért Díj – 2014. december 17.
- Pro Urbe Budapest Díj – 2014. november 17.
- II. Kerületért Emlékérem – 2014. június 21.
- Szent István Érdemrend és Díj – 2013. augusztus 16.
- Lónyay Menyhért-díj – 2013. május 25.
- A Magyar Érdemrend középkeresztje (polgári tagozat) – 2012. augusztus 20.
- A Nyugat-magyarországi Egyetem címzetes egyetemi tanára cím – 2011. július 1.
- Aranyérem a Magyar Művészeti Akadémiától – 2011. június 22.
- Az Év Embere – CTP – 2010. november 3.
- Antall József-emlékdíj a Szép magyar ének című könyvért – 2010. június 3.
- Oklevél a Szép magyar ének című könyvért – 2010. június 3.
- Vitézi Rend Ezüst Nemzetvédelmi Keresztje, Vitézi Ékítménnyel Kitüntetés – 2010. február 3.
- Teleki Pál-érdemérem – 2009. december 9.
- Szent István-díj a Béres család részére – 2009. augusztus 16.
- Példakép Díj – 2007. január 1.
- Wittner Mária Emlékzászló - Diploma a Hazáért – 2006. március 21.
- Hűség a Hazához Érdemrend Nagykeresztje – 2005. október 9.
- Természetgyógyászatért Díj – 2005. május 9.
- XXVIII. Nyári Olimpiai Játékokon részt vevő Magyar Csapat, a Magyar Olimpiai Bizottság elismerése – 2004. december 4.
- Az Eötvös Loránd Tudományegyetem Természettudományi Karának szenátora – 2004. október 27.
- Tab városért emlékplakett – 2003. március 15.

## Tagságok
- Soproni Egyetem címzetes egyetemi tanára
- Latinovits Zoltán Emlékmű Alapítvány kuratóriumának tagja
- Százak Tanácsának tagja
- Hungarikum Szövetség alapító tagja
- Bethlen Gábor Alapítvány Kuratóriumának tagja
- ELTE Alumni Tanács, Testület és Alapítvány kuratóriumának tagja
- Vitézi Rend tagja
- Szent György Lovagrend tiszteletbeli tagja
- 52. Nemzetközi Eucharisztikus Kongresszus Társadalmi Bizottságának tagja